# Landelijk Coördinatiecentrum Geneesmiddelen
Het Landelijk Coördinatiecentrum Geneesmiddelen (LCG) is een Nederlandse organisatie opgericht op 1 april 2020 om voor de intensieve zorg tijdens de coronacrisis in Nederland de beschikbaarheid van medicijnen landelijk te coördineren. Het centrum werd opgericht door de Nederlandse Vereniging van ZiekenhuisApothekers (NVZA) en is in 2024 verzelfstandigd.
De Nederlandse Vereniging van Ziekenhuizen (NVZ), Nederlandse Federatie van Universitair Medische Centra (NFU), Bond van Groothandelaren in het Pharmaceutische Bedrijf (BG Pharma), Inspectie Gezondheidszorg en Jeugd (IGJ) en het College ter Beoordeling van Geneesmiddelen (CBG) werken hierin samen. Het centrum is opgezet in opdracht van het Ministerie van Volksgezondheid, Welzijn en Sport.
Naast het monitoren van voorraden helpt het coördinatiecentrum ook bij het vergroten van de beschikbaarheid van medicijnen vanuit het buitenland. Ook beoordeelt het Landelijk Coördinatiecentrum Geneesmiddelen of ziekenhuisapotheken zelf extra medicatie kunnen bereiden voor de coronapatiënten op de intensive care.